# یوزو وادا
یوزو وادا (انگلیسی: Yuzo Wada؛ زادهٔ ۲ مهٔ ۱۹۸۰) بازیکن فوتبال اهل ژاپن است.
از باشگاه‌هایی که در آن بازی کرده‌است می‌توان به باشگاه فوتبال شیمیزو اس-پالس اشاره کرد.